# Förmiddag (TV-program)
Förmiddag är ett direktsänt spelprogram som visas alla dagar i veckan i Kanal 11. Genom ordgåtor och andra spel kan tittarna ringa in och vinna pengar. Produktionsbolag är Interact24 Television.
Programledare är Eva Nazemson. Övriga programledare för Förmiddag är Sarah Al Janabi, Simon Krantz och dokusåpastjärnan Aina Lesse.